# Josef Frydrych
Josef Frydrych (Checoslovaquia; 19 de diciembre de 1946 - 14 de agosto de 2025) fue un futbolista checoslovaco que jugó en la posición de centrocampista.

## Equipos
| Periodo   | Club                       |
| --------- | -------------------------- |
| 1974-1975 | LIAZ Jablonec              |
| 1975-1977 | TJ Slavia Praga            |
| 1978-1979 | TJ Baník UD Příbram        |
| 1981-1983 | TJ Slavoj České Budějovice |

## Logros
- Primera Liga de Checoslovaquia (2): 1975/76, 1976/77
- Copa de Checoslovaquia (1): 1977